# شبنم قلی‌خانی
شبنم قلی‌خانی (زادهٔ ۱۹ آبان ۱۳۵۶) بازیگر و کارگردان تلویزیون و سینما ایرانی است. وی بخش اعظمی از فعالیت‌های کارگردانی را در استرالیا دنبال کرده است. همچنین، او در زمینه های کارگردانی تئاتر، نویسندگی و فیلمنامه نویسی، گویندگی رادیو، تدریس حوزه بازیگری و کارگردانی در دانشگاه، مربی‌گری ورزشی و مجری‌گری فعالیت دارد.

## زندگی
شبنم قلی‌خانی در ۱۹ آبان ۱۳۵۶ در تهران زاده شد. او که دارای دیپلم ریاضی فیزیک است، در دانشگاه در رشتهٔ تئاتر قبول‌ شد و گرایش طراحی صحنه را برگزید. چندی پس از آن، در کنکور کارشناسی ارشد در گرایش کارگردانی تئاتر مشغول به تحصیل شد و هم‌اکنون فارغ‌التحصیل شده‌است.
او از سال ۲۰۰۴ عضو هیئت علمی دانشگاه آزاد اسلامی بود و به آموزش بازیگری و تئاتر می‌پرداخت. هم‌چنین بازیگری به کودکان را برای چندین سال در یک مؤسسهٔ فرهنگی تدریس می‌کرد. هم اکنون، او یکی از اساتید کارگردانی تئاتر در دانشگاه آزاد اسلامی واحد تهران مرکز است.
وی به علت کار شخصی همسرش و ادامه تحصیل در مقطع کارشناسی ارشد رشته کارگردانی تئاتر از ابتدای سال ۱۳۹۲ به استرالیا نقل مکان کرد اما هم‌اکنون به ایران بازگشته است.

### بازیگری
شبنم قلی‌خانی فعالیت بازیگری را در سال ۱۳۷۶ با بازی در تئاتر آنتیگونه آغاز کرد. او مورد توجه شهریار بحرانی قرارگرفت و در فیلم سینمایی مریم مقدسبه کارگردانی شهریار بحرانی درخشید. او نقش مریم، مادر عیسی مسیح را در این فیلم سینمایی ایفا کرد. داستان این فیلم مربوط به بارداری مریم و سوء ظن مردم نسبت به او است.
در سال ۱۳۸۱، شبنم در فیلم عطش در نقش ندا ایفای نقش کرد و با بازیگرانی چون بهرام رادان، فریبرز عرب‌نیا و شهرام حقیقت‌دوست هم‌بازی شد. وی در سال ۱۳۸۴، برای بازی در مجموعهٔ تلویزیونی اولین شب آرامش به کارگردانی احمد امینی جلوی دوربین رفت. او در این مجموعه که نخستین ایفاگری او در یک مجموعهٔ تلویزیونی بود، با بازیگرانی چون پرویز پورحسینی، اکرم محمدی، یکتا ناصر، مهدی پاکدل و آتیلا پسیانی همبازی بود. در این سال، وی نخستین اثر خود به‌نام حقیقت یک دست‌فروش را که یک فیلم مستند بود، کارگردانی کرد و وارد عرصهٔ‌ کارگردانی شد.
قلی‌خانی در سال بعد در مجموعهٔ سال‌های برف و بنفشه به همراه سام درخشانی، لاله اسکندری، امیر آقایی و اسماعیل شنگله درخشید. این مجموعه از کانال‌های اروپا، آمریکا و آسیای شبکه جهانی جام جم نیز پخش‌شد. وی در سال بعد برای بازی در مجموعهٔ تلویزیونی نردبام آسمان به کارگردانی محمدحسین لطیفی جلوی دوربین رفت. بخش‌هایی از این مجموعه در شهر سمرقند و بخارا در افغانستان تصویربرداری‌شد.
در سال ۱۳۸۷، قلی‌خانی برای بازی در فیلم خاطره جلوی دوربین رفت و با بازیگرانی از جمله مهناز افشار، پژمان بازغی، لادن طباطبایی، پوریا پورسرخ و الیزابت امینی هم‌بازی شد.
پنجمین خورشید یکی از مجموعه‌های تلویزیونی است که او در نقش هما ایفای نقش کرد. کارگردانی این مجموعه را علیرضا افخمی بر عهده داشت و داستان این مجموعه دربارهٔ دو دوست به نام‌های محسن و همایون است که در سال ۱۳۶۴ و وضعیت ناخوش‌آیند اقتصادی زندگی می‌کنند. طی جریانی، محسن عتیقه‌ای پیدا می‌کند و با آن به سال ۱۳۸۸ سفرکرده و دلباختهٔ دختری به نام هما می‌شود. قلی‌خانی دربارهٔ ایفای نقش هما در این مجموعه گفت:
می‌پندارم مهم‌ترین دلیلی که موجب‌شد این نقش را با تفاوت‌های بسیار آن با نقش‌های پیشین خود بازی‌کنم، کمک‌های آقای افخمی و سخت‌گیری‌های به‌جای ایشان بود. 
از بازیگران این مجموعه می‌توان به حمید گودرزی و مریم کاویانی اشاره کرد. قلی‌خانی در مجموعهٔ تلویزیونی پنج کیلومتر تا بهشت به همراه بازیگرانی از جمله داریوش فرهنگ، مهدی سلوکی، پردیس افکاری، شهرام قائدی، نفیسه روشن و شهنام شهابی درخشید. کارگردانی این مجموعه را نیز علیرضا افخمی بر عهده داشت. داستان این مجموعه دربارهٔ جوانی به نام امیرحسین است که کارمند شرکت واردات داروی همایون است و مدتی است که به دختر همایون، آیدا (شبنم قلی‌خانی) علاقه‌مند شده‌است.
سرزمین مادری یکی دیگر از مجموعه‌های تلویزیونی است که قلی‌خانی در آن به ایفای نقش پرداخته‌است. فیلم‌برداری این مجموعه از سال ۱۳۸۷ به کارگردانی کمال تبریزی آغاز شد و از بازیگران فاز نخست این مجموعه می‌توان به ثریا قاسمی، الهام حمیدی و پژمان بازغی اشاره کرد. قلی‌خانی به همراه بازیگرانی از جمله شهاب حسینی، نیکی کریمی، محمدرضا فروتن و جعفر دهقان به فاز دوم این مجموعه پیوست.
پنج‌شنبهٔ آخر ماه واپسین فیلمی است که شبنم قلی‌خانی در آن ایفای نقش کرده‌است. این فیلم در سال ۱۳۹۰ به کارگردانی ماشاءالله شاه‌مرادی‌زاده ساخته‌شد. این فیلم محتوای اجتماعی–مذهبی دارد و دربارهٔ چند جوان است که پارتی برگزار می‌کنند و روحانی وارد این خانه می‌شود. از بازیگران این فیلم سینمایی می‌توان به محمود پاک‌نیت در نقش روحانی اشاره کرد.

### کارگردانی احتمال منم همینه
تتبتبتد شبنم نویسندگی و کارگردانی چندین فیلم کوتاه و مستند را بر عهده داشته‌است. در سال ۲۰۰۴، او نخستین فیلم کوتاه خود به نام واقعیت یک دست‌فروش را کارگردانی کرد. از فیلم‌های کوتاه او می‌توان به فیلم کوتاه زندگی اشاره کرد که او نویسندگی، تهیه‌کنندگی و کارگردانی آن را بر عهده داشت. داستان این فیلم کوتاه ۱۰ دقیقه‌ای مربوط به یک زندگی و مرگ ساده است.

## فیلم و مجموعه تلویزیونی

#### فیلم سینمایی
| سال  | فیلم               | کارگردان          |
| ---- | ------------------ | ----------------- |
| ۱۳۷۹ | مریم مقدس          | شهریار بحرانی     |
| ۱۳۸۰ | یک الف ناقابل      | محمدرضا عرب       |
| ۱۳۸۱ | جوجه اردک من       | امیر فیضی         |
| ۱۳۸۱ | عطش                | محمدحسین فرح‌بخش   |
| ۱۳۸۱ | سفرنامه خواب       | روح‌الله حجازی     |
| ۱۳۸۲ | وعده دیدار         | جمال شورجه        |
| ۱۳۸۶ | ستاره سهیل         | امیر قویدل        |
| ۱۳۸۶ | به خاطر خواهرم     | حجت سیفی          |
| ۱۳۸۷ | خاطره              | نادر طریقت        |
| ۱۳۸۷ | یکی از همین روز ها | راما قویدل        |
| ۱۳۸۷ | من و شیطان         | علیرضا طالب‌زاده   |
| ۱۳۸۷ | اسلحه سرد          | نادر مقدس         |
| ۱۳۸۸ | شور شیرین          | جواد اردکانی      |
| ۱۳۸۹ | پریناز             | بهرام بهرامیان    |
| ۱۳۸۹ | بچه تهران          | کامبوزیا پرتوی    |
| ۱۳۹۰ | فال قهوه           | فرزاد مؤتمن       |
| ۱۳۹۰ | فرزند خوانده       | وحید نیکخواه آزاد |
| ۱۳۹۰ | درخشش پنهان        | برزو ارجمند       |
| ۱۳۹۰ | بزرگ‌مرد کوچک       | صادق مرزبان       |
| ۱۳۹۰ | پنجشنبه آخر ماه    | علی شاهمرادی      |
| ۱۳۹۱ | غریبه ها           | یزدان فتوحی       |
| ۱۳۹۸ | انتقال آتش         | محمد کرمانشاهی    |
| ۱۳۹۸ | بزرگراه            | فرناز امینی       |
| ۱۳۹۹ | هرماس              | مهدی صاحبی        |
| ۱۳۹۹ | حرف آخر            | ابراهیم شفیعی     |
| ۱۳۹۹ | تک‌خال              | مجید مافی         |
| ۱۳۹۹ | طرلان              | سید محمد حسینی    |
| ۱۳۹۹ | شهری که با تو دیدم | نیما جوادی        |

#### مجموعه تلویزیونی
| سال  | نام مجموعه           | پخش از     | کارگردان                                   |
| ---- | -------------------- | ---------- | ------------------------------------------ |
| ۱۳۷۶ | کتیبه                |            | ایرج حبشی                                  |
| ۱۳۷۹ | مریم مقدس            | شبکه ۲     | شهریار بحرانی                              |
| ۱۳۸۱ | گل مرداب             | شبکه تهران | پرویز امیرافشاری                           |
| ۱۳۸۲ | پرده عشق             | شبکه ۲     | جمال شورجه                                 |
| ۱۳۸۴ | اولین شب آرامش       | شبکه ۳     | احمد امینی                                 |
| ۱۳۸۵ | ما چند نفر           | شبکه ۱     | فیاض موسوی                                 |
| ۱۳۸۵ | سال‌های برف و بنفشه   | شبکه ۳     | سعید سلطانی                                |
| ۱۳۸۶ | ستاره سهیل           | شبکه سحر   | امیر قویدل                                 |
| ۱۳۸۸ | نردبام آسمان         | شبکه ۱     | محمدحسین لطیفی                             |
| ۱۳۸۸ | پنجمین خورشید        | شبکه ۳     | علیرضا افخمی                               |
| ۱۳۸۹ | گم‌شده                | شبکه ۱     | راما قویدل                                 |
| ۱۳۸۹ | عملیات ۱۲۵ (سری دوم) | شبکه تهران | محمدرضا آهنج                               |
| ۱۳۹۰ | بزرگ‌مرد کوچک         | شبکه ۲     | مسعود رسام                                 |
| ۱۳۹۰ | پنج کیلومتر تا بهشت  | شبکه ۳     | علیرضا افخمی                               |
| ۱۳۹۲ | سرزمین مادری         | شبکه ۳     | کمال تبریزی                                |
| ۱۳۹۵ | هشت و نیم دقیقه      | شبکه ۲     | شهرام شاه‌حسینی                             |
| ۱۳۹۵ | دیوار شیشه ای        | شبکه ۱     | راما قویدل                                 |
| ۱۳۹۶ | محکومین              | شبکه ۱     | سیدجمال سیدحاتمی                           |
| ۱۳۹۶ | آنام                 | شبکه ۳     | جواد افشار                                 |
| ۱۳۹۹ | بیگانه ای با من است  | شبکه ۲     | احمد امینی (فصل اول) آرش معیریان (فصل دوم) |

#### نمایش خانگی
| سال  | نام         | پلتفرم         | کارگردان                       |
| ---- | ----------- | -------------- | ------------------------------ |
| ۱۴۰۲ | سایه باز    | آپرا           | علی یاور                       |
| ۱۴۰۲ | ناتو        | فیلم نت        | مهدی صفی یاری                  |
| ۱۴۰۱ | ارتش سری    | فیلیمو         | سعید ابوطالب                   |
| ۱۴۰۱ | آفتاب پرست  | فیلم نت        | برزو نیک نژاد                  |
| ١۴٠٠ | شب آهنگی    | فیلم نت        | حامد آهنگی                     |
| ١۴٠٠ | نارگیل      | فیلیمو         | سید ابراهیم عامریان حمزه صالحی |
| ١۴٠٠ | شب‌های مافیا | فیلیمو         | سعید ابوطالب                   |
| ۱۳۹۸ | ریکاوری     | فیلیمو و نماوا | بهادر اسدی                     |
| ۱۳۹۸ | مانکن       | فیلیمو و نماوا | حسین سهیلی‌زاده                 |

#### آثار دیگر
| سال  | نام اثر      | نوع اثر      | کارگردان        | توضیحات                  |
| ---- | ------------ | ------------ | --------------- | ------------------------ |
| ۱۳۷۶ | آنتیگونه     | تئاتر        | حامد محمد طاهری | اجرا در تئاتر شهر، تهران |
| ۱۳۸۲ | آیه‌های زمینی | فیلم ویدئویی | عباس رفیعی      |                          |
| ۱۳۸۲ | آبگینه       | فیلم کوتاه   | داریوش یاری     |                          |
| ۱۳۸۹ | کا           | تئاتر        | رحمت امینی      |                          |
| ۱۳۹۶ | آسانسور      | فیلم کوتاه   | عادل معصومیان   |                          |

### کارگردانی
آثار کارگردانی شبنم قلی‌خانی به شرح زیر است:
| سال  | نام اثر          | نوع اثر      |
| ---- | ---------------- | ------------ |
| ۱۳۸۴ | حقیقت یک دست‌فروش | مستند        |
| ۱۳۸۵ | من تنها          | فیلم کوتاه   |
| ۱۳۸۶ | خونه             | فیلم کوتاه   |
| ۱۳۸۷ | فارسی ناآشنا     | مستند        |
| ۱۳۸۷ | زندگی            | فیلم کوتاه   |
| ۱۳۹۰ | روز              | فیلم کوتاه   |
| ۱۳۹۰ | امروز سه‌شنبه‌ست   | فیلم کوتاه   |
| ۱۳۹۰ | دست              | فیلم انیمیشن |
| ۱۳۹۹ | ریپلی            | فیلم کوتاه   |

## جوایز و افتخارات
- تشکر و قدردانی انجمن اسلامی هنرمندان برای بازی در نقش مریم مقدس
- تشکر و قدردانی شبکهٔ جهانی جام جم به عنوان بازیگر زن برجسته برای بازی در نقش مریم مقدس
- تشکر و قدردانی مدیرعامل صدا و سیمای ایران برای بازی در نقش مریم مقدس
- نامزد جایزهٔ بهترین بازیگر زن از تماشاگران شبکهٔ جام جم در ژانویه ۲۰۰۴
- جایزهٔ بهترین بازیگر زن از پلت‌فرم طلایی (جشنواره‌ای در روسیه) در سال ۲۰۰۵[نیازمند منبع]
- قدردانی هیئت داوران جشنوارهٔ فیلم دانشجویان ایرانی برای ساخت فیلم کوتاه تنهایی من در آوریل ۲۰۰۶
- گواهینامهٔ موفقیت و دستاورد از نخستین جشنوارهٔ فیلم بهینه‌سازی مصرف گاز ایرانی در نوامبر ۲۰۱۰
- گواهینامهٔ موفقیت و دستاورد از دومین جشنوارهٔ فیلم ایرانی کانادا در سپتامبر ۲۰۱۰
- تشکر و قدردانی هیئت مدیرهٔ کارگردانان صدا و سیما برای بازی در مجموعهٔ تلویزیونی نردبام آسمان
- تشکر و قدردانی سومین هیئت مدیرهٔ کارگردانان صدا و سیما برای بازی در مجموعهٔ تلویزیونی پنج کیلومتر تا بهشت[۲۲]
- برنده عنوان بهترین بازیگر زن تلویزیونی در سال ۱۳۹۵ به انتخاب مردم در برنامه تلویزیونی سین مثل سریال برای سریال هشت و نیم دقیقه[۲۳]
- دیپلم افتخار بهترین بازیگر زن بخش داستانی بلند ملی در سیزدهمین جشنواره بین‌المللی فیلم‌های ورزشی برای بازی در فیلم سینمایی بزرگراه[۲۴]